# Business Metropole Ruhr
Die Business Metropole Ruhr GmbH (bis September 2017: Wirtschaftsförderung metropoleruhr GmbH) mit Sitz in Essen ist die regionale Wirtschaftsförderung für das Ruhrgebiet. Die Gesellschaft wurde 2007 vom Regionalverband Ruhr (RVR) mit dem Anspruch gegründet, als zentraler Ansprechpartner für die Wirtschaftsförderung in der Region zu agieren und Impulsgeber für die vier zugehörigen Kreise und elf kreisfreien Städte zu sein. Die BMR entwickelt und vermarktet den Wirtschaftsstandort Metropole Ruhr und bündelt die wirtschaftlichen Interessen der 53 Städte der Region. Jörg Kemna ist der Vorsitzende der Geschäftsführung.  

## Aufgaben & Ziele
Ziel der Arbeit der BMR ist, die Wettbewerbsfähigkeit des Ruhrgebiets zu steigern. Dazu gehört, als Impulsgeber die Metropole Ruhr für zukunftsweisende Projekte weiterzuentwickeln sowie das Image des Wirtschaftsstandortes als leistungsstarke und innovative Region national und international zu fördern.
Die BMR agiert in fünf Handlungsfeldern: Internationalisierung und Standortmarketing, Flächen- und Investorenservice, Projektentwicklung in den Leitmärkten, Fördermittel und Innovationen sowie Strukturpolitische Fragestellungen. Maßnahmen und Projekte setzt die BMR in Kooperation mit Partnern aus Kommunen, Land, Bund und Wirtschaft der Region um.
Die BMR fördert die Internationalisierungsaktivitäten von KMU und Kommunen der Region, in dem sie eine Lotsen- und Informationsfunktion übernimmt und Konzepte für Internationalisierungsstrategien entwickelt sowie Delegationsreisen in relevante Zielländer organisiert. Unterstützt werden auch Ansiedlungen ausländischer Unternehmen in der Region unter anderem mit der digitalen Investitionsplattform Invest.Ruhr. Zum Standortmarketing der BMR gehört die Standortsicherung und -entwicklung ebenso wie die nationale und internationale Standortprofilierung. Die Gesellschaft berät Städte und Kreise der Metropole Ruhr bei der Bewerbung um Fördermittel.

## Services
Um Investoren für den Wirtschaftsraum Ruhr zu gewinnen, hat die BMR Services in Zusammenarbeit mit den Städten der Metropole entwickelt:
- Invest.Ruhr: Die Plattform bündelt aktuelle Zahlen und Analysen zum Immobilienmarkt Ruhr, Wirtschafts- und Strukturdaten sowie die Angebote Standortsuche und Investorenservice zu einem neuen digitalen Produkt.
- Der digitale Flächenatlas ruhrAGIS gibt jährlich für das Ruhrgebiet flächendeckende Auskunft über rund 33.000 gewerbliche Betriebsflächen mit Hintergrundinformationen wie Verfügbarkeit, ansässige Unternehmen und Branchenzuordnung.
- Die kostenlose Immobiliendatenbank ruhrsite enthält gewerbliche Bauflächen, Büro- und Gewerbeimmobilien aller Art in Kombination mit wirtschaftlichen Kennzahlen.
- Die BMR bietet Investoren individuelle Beratung bei der Standortsuche.
- Der Wirtschaftsbericht Ruhr zeigt die Potentiale der Region und gibt Investoren einen Blick auf den Wirtschaftsraum Ruhrgebiet.[6]
- Für Städte und Unternehmen des Ruhrgebiets organisiert die BMR Messeauftritte, wie zum Beispiel auf der Immobilienmesse Expo Real in München, der MIPIM in Cannes und der polis – the Convention in Düsseldorf.
- Die BMR veröffentlicht jährlich den Immobilienmarktbericht Ruhr: Ein kompaktes Nachschlagewerk für die Entwicklung des Immobilienmarkts Metropole Ruhr in den Segmenten Büro-, Logistik-, Unternehmens- und Einzelhandelsimmobilien.

## Historie
Vorläufer der Business Metropole Ruhr GmbH war die Projekt Ruhr GmbH, welche im Jahr 2000 als Tochter des Landes Nordrhein-Westfalen gegründet wurde, um Projektarbeit in den Bereichen Realisierung kommunaler Entwicklungsschwerpunkte, Public-Private-Partnership und Kompetenzfeldentwicklung zu leisten. Diese ging 2007 in die Wirtschaftsförderung metropoleruhr GmbH über. Im Jahr 2017 erfolgte die Umbenennung zur Business Metropole Ruhr GmbH.

## Öffentliche Großveranstaltungen
Die BMR organisiert und koordiniert jährlich den Gemeinschaftsauftritt der Metropole Ruhr auf der Immobilienmesse Expo Real. Jedes Jahr veranstaltet die BMR den Ideen-Wettbewerb Innovation Call. Das Finale – der Innovation Day – findet im Frühjahr in Essen statt.